# Throw It Away
Throw It Away este un cântec al interpretei Delta Goodrem. Acesta a fost lansat ca single în format digital în 2004.